# Jorge Claros
Jorge Aarón Claros Juárez (ur. 8 stycznia 1986 w La Ceiba) – honduraski piłkarz występujący na pozycji defensywnego lub środkowego pomocnika, reprezentant Hondurasu.

## Kariera klubowa
Claros pochodzi z miasta La Ceiba i jest wychowankiem tamtejszego klubu CD Vida. W jego barwach zadebiutował w Liga Nacional de Fútbol de Honduras jako osiemnastolatek w 2004 roku, a ogółem występował w nim przez dwa lata, nie odnosząc jednak większych sukcesów. W połowie 2006 roku przeszedł do drużyny CD Motagua z siedzibą w stołecznej Tegucigalpie, gdzie od razu został jednym z ważniejszych graczy ekipy i już w pierwszym sezonie, Apertura 2006, wywalczył z nią swój premierowy tytuł mistrza Hondurasu. Rok później, podczas jesiennego sezonu Apertura 2007, zdobył za to wicemistrzostwo kraju, w tym samym roku wygrał również rozgrywki Copa Interclubes UNCAF. Sukces w postaci wicemistrzostwa zanotował ponownie w wiosennym sezonie Clausura 2010, zaś podczas rozgrywek Clausura 2011 po raz drugi został z Motaguą mistrzem Hondurasu, mając wówczas niepodważalne miejsce w wyjściowej jedenastce zespołu prowadzonego przez Ramóna Maradiagę.
W styczniu 2012 Claros udał się na testy do szkockiego Rangers FC, jednak po upływie kilkunastu dni zasilił ostatecznie na zasadzie wypożyczenia inną drużynę z tego kraju, Hibernian FC z siedzibą w Edynburgu. W Scottish Premier League zadebiutował 11 lutego 2012 w zremisowanym 0:0 spotkaniu z Aberdeen i od razu został podstawowym graczem drużyny. W tym samym sezonie 2011/2012 dotarł z Hibernianem do finału krajowego pucharu – Scottish Cup, zaś w styczniu 2013 jego roczne wypożyczenie zostało przedłużone o kolejne sześć miesięcy. W sezonie 2012/2013 wraz ze swoją ekipą powtórzył sukces sprzed roku, dochodząc do finału Pucharu Szkocji, dzięki czemu Hibernian zakwalifikował się do rozgrywek Ligi Europy UEFA.

## Kariera reprezentacyjna
W 2005 roku Claros został powołany do reprezentacji Hondurasu U-20 na Młodzieżowe Mistrzostwa Ameryki Północnej. Tam pełnił rolę podstawowego zawodnika swojej drużyny, rozgrywając wszystkie trzy spotkania w podstawowym składzie, a jego kadra, będąca wówczas gospodarzem, zakwalifikowała się na Mistrzostwa Świata U-20 w Holandii. Podczas światowego czempionatu wystąpił natomiast w dwóch z trzech spotkań, nie wpisując się na listę strzelców, a honduraska drużyna zanotowała komplet porażek z bilansem bramek 0–15 i odpadła z rozgrywek już w fazie grupowej. W 2008 roku znalazł się w ogłoszonym przez trenera Gilberto Yearwooda składzie reprezentacji Hondurasu U-23 na Igrzyska Olimpijskie w Pekinie, gdzie wystąpił we wszystkich trzech spotkaniach w wyjściowym składzie, natomiast jego drużyna przegrała wszystkie mecze i zakończyła swój udział w męskim turnieju piłkarskim na fazie grupowej.
W seniorskiej reprezentacji Hondurasu Claros zadebiutował za kadencji brazylijskiego selekcjonera Flavio Ortegi, 16 sierpnia 2006 w zremisowanym 0:0 meczu towarzyskim z Wenezuelą. W 2007 roku został powołany przez szkoleniowca José de la Paza Herrerę na Puchar Narodów UNCAF, gdzie wystąpił we wszystkich trzech spotkaniach, natomiast jego kadra zajęła ostatecznie piąte miejsce. Kilka miesięcy później znalazł się w składzie na Złoty Puchar CONCACAF; tam z kolei rozegrał dwa mecze, odpadając wraz ze swoją drużyną w ćwierćfinale. W 2011 roku wziął udział w turnieju Copa Centroamericana, kontynuacji Pucharu Narodów UNCAF, gdzie pełnił rolę kluczowego zawodnika reprezentacji, występując we wszystkich czterech spotkaniach od pierwszej do ostatniej minuty, a ponadto 18 stycznia, w wygranej 3:1 konfrontacji fazy grupowej z Gwatemalą, zdobył swoje premierowe gole w kadrze narodowej, dwukrotnie wpisując się na listę strzelców. Honduranie natomiast, prowadzeni wówczas przez Juana de Dios Castillo, triumfowali ostatecznie w tych rozgrywkach.
W 2013 roku Claros został powołany przez kolumbijskiego selekcjonera Luisa Fernando Suáreza na swój drugi Złoty Puchar CONCACAF. Tam pełnił rolę podstawowego zawodnika swojej drużyny, rozgrywając cztery mecze i zdobył gola w spotkaniu fazy grupowej z Salwadorem (1:0), natomiast jego kadra odpadła wówczas z turnieju w półfinale.
Był częścią drużyny Hondurasu na 2014 FIFA World Cup w Brazylii.